# Cocaine Bandits 3 – Killing Pablo
Cocaine Bandits 3 – Killing Pablo (Originaltitel: Killing Pablo) ist ein US-amerikanischer Dokumentarfilm aus dem Jahr 2001 über den kolumbianischen Drogenbaron Pablo Escobar, basierend auf der Berichterstattung von Mark Bowden für die Tageszeitung The Philadelphia Inquirer.

## Inhalt
Der Dokumentarfilm beleuchtet den Aufstieg und Fall des Kolumbianischen Drogenbarons Pablo Escobar, wobei der Fokus auf der Fahndung von der Spezialeinheit Bloque de Búsqueda und der paramilitärischen Todesschwadron namens Los Pepes liegt.

## Liste der Interviewpartner
- Cesar Gaviria – Ehem. Präsident Kolumbiens
- Joe Toft – Ehem. Special Agent der DEA in Bogotá
- Ken Magee – Ehem. Agent der DEA in Bogotá
- Rosso José Serrano – Ehem. General der kolumbianischen Nationalpolizei
- Morris D. Busby – Ehem. Botschafter der Vereinigten Staaten in Kolumbien
- Hugo Martínez – Ehem. kolumbianischer Polizeigeneral und Kommandeur des Bloque de Búsqueda
- Hugo Martínez Bolívar – Ehem. kolumbianischer Polizeioffizier
- Colonel Estupian – Oberst der kolumbianischen Nationalpolizei
- Óscar Naranjo – Ehem. Direktor der kolumbianischen Nationalpolizei
- Barry McCaffrey – Professor an der Militärakademie der Vereinigten Staaten

## Hintergrund
Der von KR Video auf der Berichterstattung von Mark Bowden für CNN produzierte Dokumentarfilm erschien in den Vereinigten Staaten im Jahr 2001. Im gleichen Jahr veröffentlichte Bowden den Roman Killing Pablo: Die Jagd auf Pablo Escobar, Kolumbiens Drogenbaron. Im Vertrieb von Los Banditos Films wurde der Film in deutscher Fassung am 21. Mai 2013 auf DVD und Blu-ray Disc veröffentlicht.